# Náměstí Budovatelů (Karviná)
Náměstí Budovatelů je obdélníkové náměstí v části Nové Město města Karviná v okrese Karviná. Geograficky se také nachází v nížíně Ostravská pánev v Moravskoslezském kraji a Horním Slezsku.

## Další informace
Náměstí Budovatelů bylo postaveno v roce 1954 podle návrhu brněnského architekta Arnošta Krejzy.  Náměstí lemují domy postavené ve stylu socialistického realismu se sochami a sgrafity. Je zde také vysazena zeleň. V létě roku 2011 byla dokončena významná revitalizace náměstí. V širší části náměstí se nachází ocelový Pomník obětem vojenských táborů nucených prací z roku 1998. V okolí náměstí přebývá romská komunita a místo je celoročně volně přístupné.

## Osmistovka
Hlavní dominantou Náměstí Budovatelů tzv. Osmistovka, budova, která byla před dokončením přizpůsobena pro ubytování vojenských táborů nucené práce. Název vznikl zlidověním urbanistického označení etapy výstavby „blok 800". I když byl formálně pojmenován jako Předvoj, jméno Osmistovka se používalo i v oficiálních tiskovinách. Později sloužil jako  hornický internát pro 1500 hornických učňů a nakonec byl  pozměněn na ubytovací středisko Předvoj. Budova Otakara Nového, Miloslava Čtvrtníčka a Josefa Krizskeho z ostravské pobočky Stavoprojektu je typovým projektem - stejná byla postavena v Havířově v září 1951 jako ubytovna pojmenovaná jako Pavko Korčagin (Magistrát města Havířov).

## Galerie

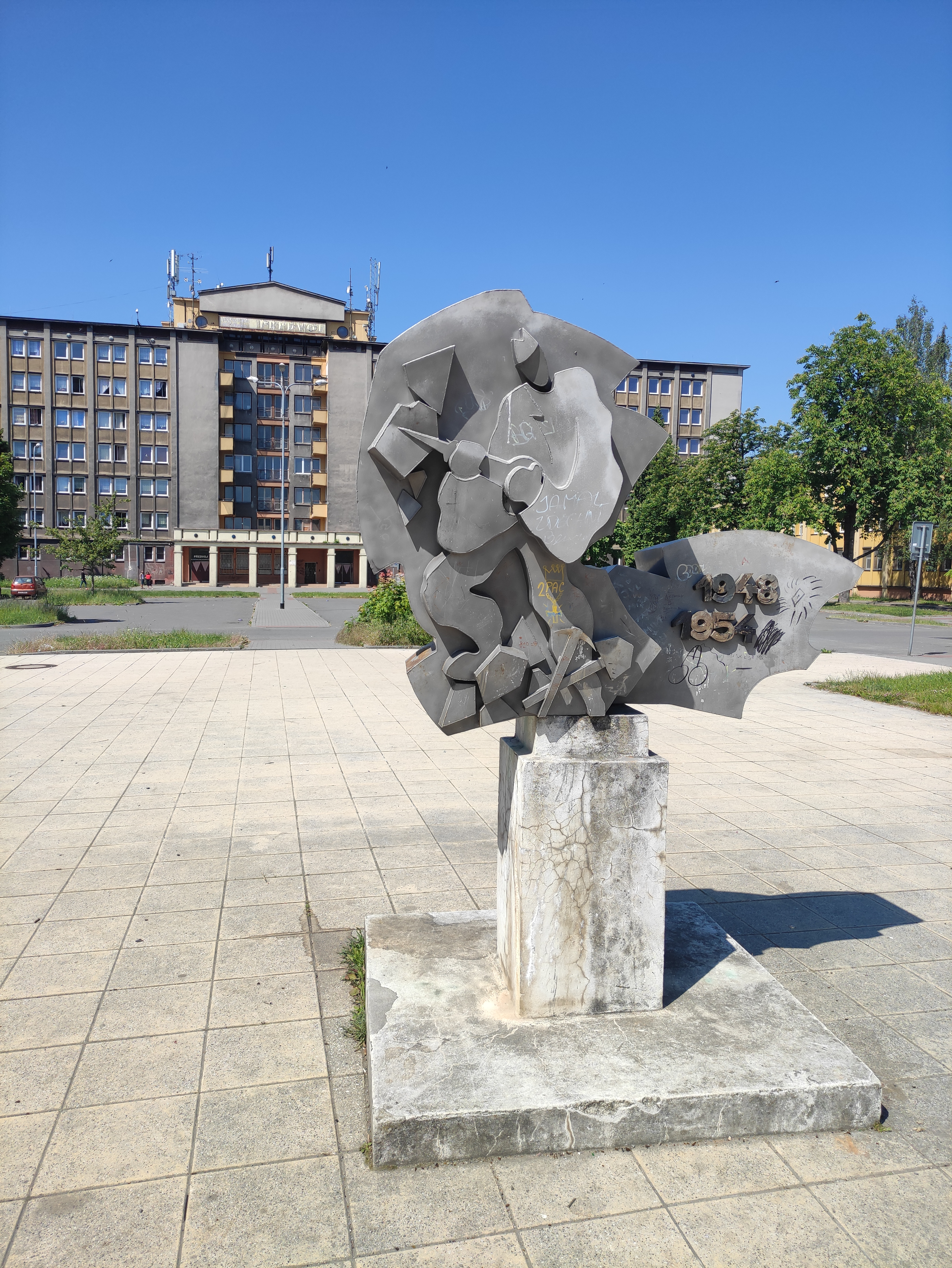
Pomník obětem vojenských táborů nucených prací
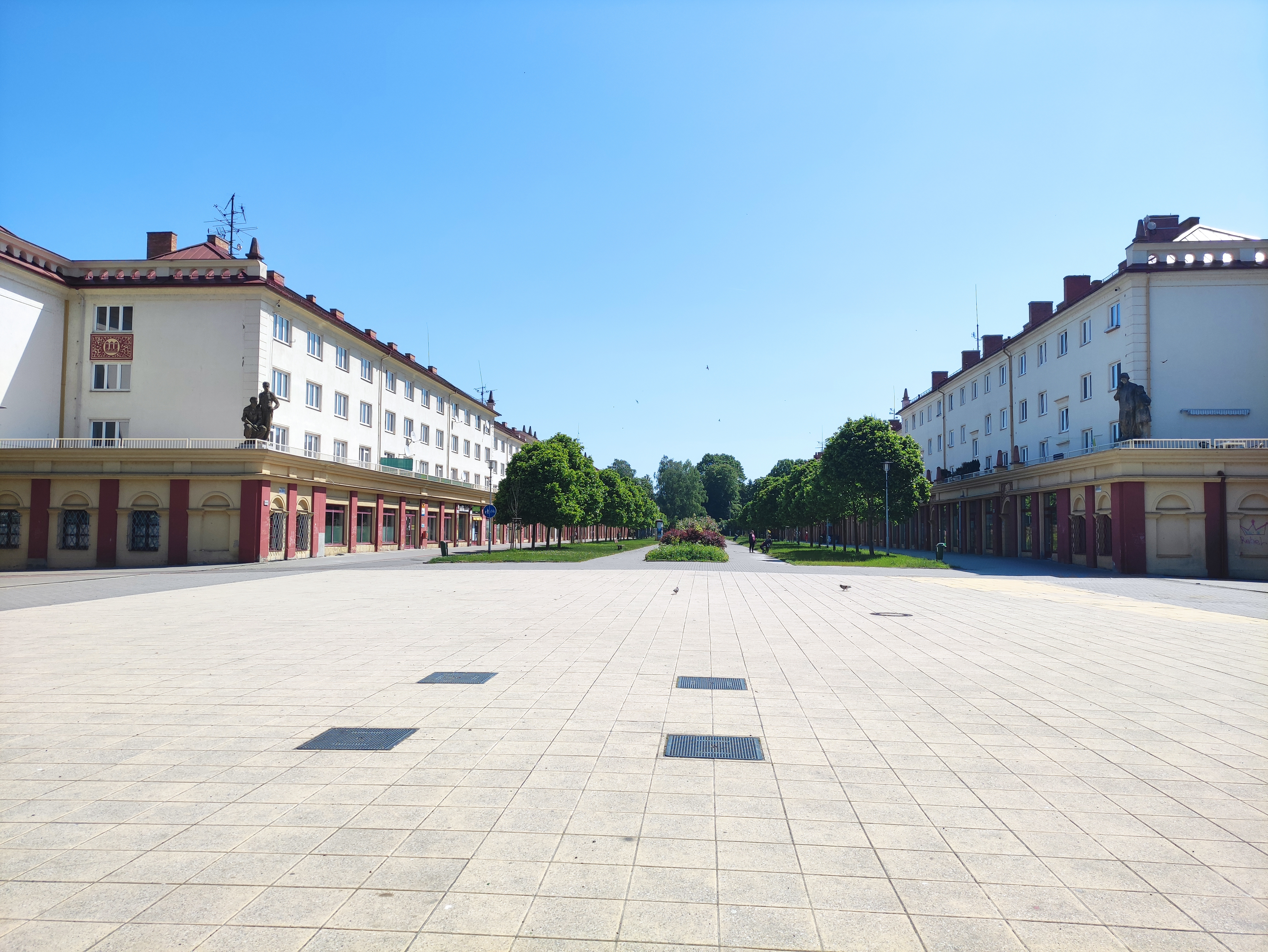
Celkový pohled na náměstí
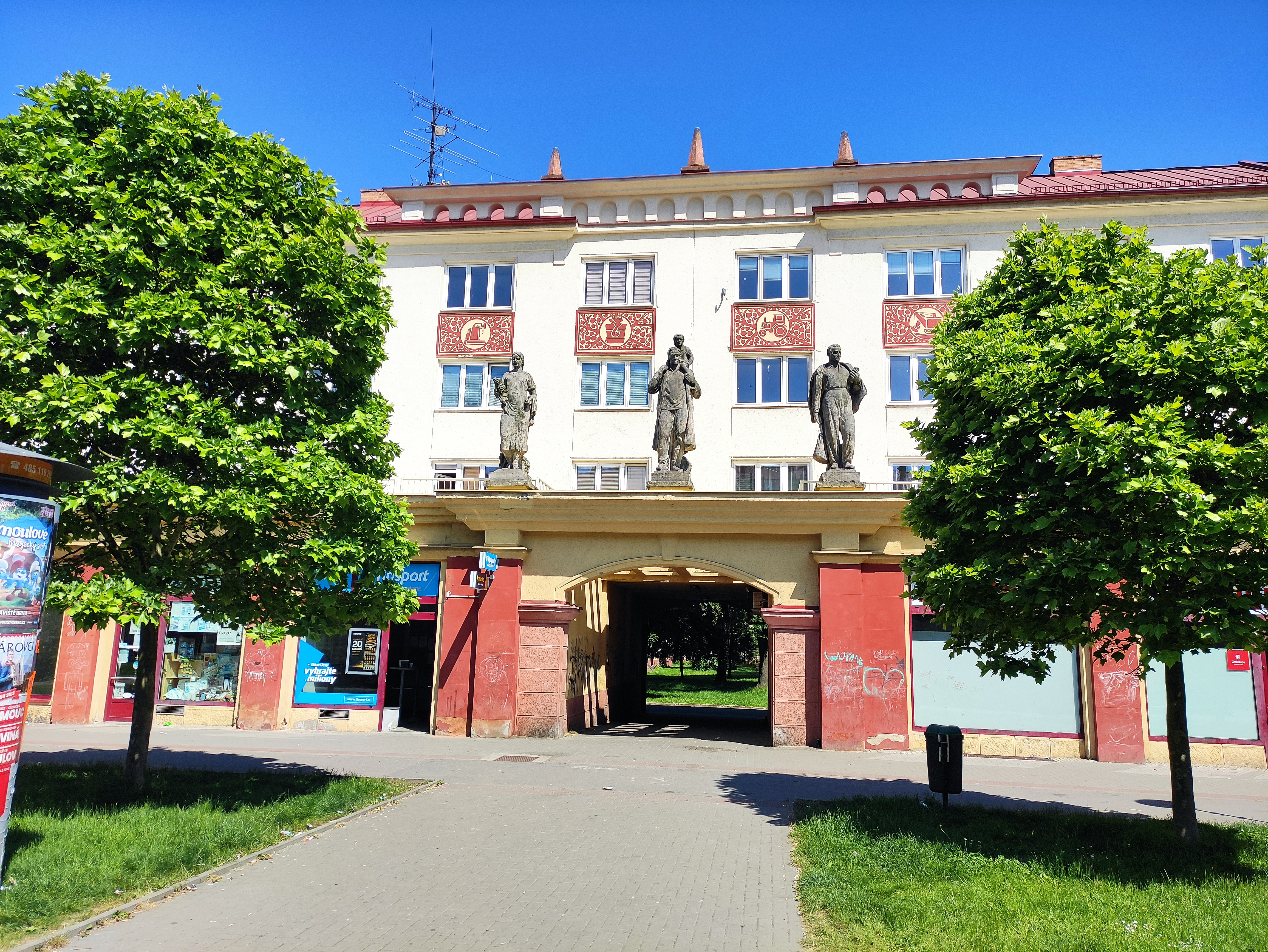
Sochy nad průchodem